# راشد ناصر الجند
اللواء ركن طيار راشد ناصر علي الجند من أبناء مديرية وصاب العالي محافظة ذمار وسط اليمن، خريج كلية الطيران بجمهورية روسيا، تقلد الجند عدة مناصب أهمها عمليات اللواء 68 بمحافظة الحديدة، وأركان حرب للواء نفسه، وتولى قيادة اللواء 90 طيران بالعند، صدر بتاريخ 6 أبريل 2012 قرار بتعيينه قائداً للقوات الجوية والدفاع الجوي.